# Placomaronea
Placomaronea   is een geslacht van korstmossen dat behoort tot de familie Candelariaceae. De typesoort is Placomaronea candelarioides.

## Soorten
Volgens Index Fungorum telt het geslacht zes soorten (peildatum oktober 2021):
| Soortnaam                   | Auteur(s)                 | Publicatiejaar |
| --------------------------- | ------------------------- | -------------- |
| Placomaronea candelarioides | Räsänen                   | 1944           |
| Placomaronea fuegiana       | M. Westb. & Frödén        | 2009           |
| Placomaronea kaernefeltii   | M. Westb., Frödén & Wedin | 2009           |
| Placomaronea lambii         | (Hakul.) R. Sant.         | 1974           |
| Placomaronea mendozae       | (Räsänen) M. Westb.       | 2004           |
| Placomaronea minima         | M. Westb. & Frödén        | 2009           |